# Jovan East
Jovan Romario East (sinh ngày 22 tháng 3 năm 1995) là một cầu thủ bóng đá người Jamaica thi đấu cho Portmore United, ở vị trí tiền đạo.

## Sự nghiệp
Anh từng thi đấu bóng đá cho Portmore United.
Anh ra mắt quốc tế cho Jamaica năm 2018.